# Дипилидиоз
Дипилидиоз (лат. Dipylidiosis) — гельминтоз из группы цестодозов, характеризующийся нарушениями функций пищеварения и аллергией.

## Этиология
Возбудитель — ленточный червь Огуречный цепень (лат. Dipylidium caninum). Длина стробила этого гельминта достигает 500 мм при максимальной ширине 2,5—3 мм. Сколекс снабжен четырьмя присосками и хоботком с четырьмя рядами шиповидных крючков. Зрелые членики похожи на огуречные семена.
Дипилидиозом болеют собаки, кошки, лисицы, песцы, волки, шакалы и другие плотоядные, а также человек.
Развитие возбудителя требует участия промежуточных хозяев, которыми являются блоха собаки, кошки, человека и власоед собаки.
Человек заражается при случайном проглатывании инвазированных власоедов или блох, что возможно при тесном общении с собаками и кошками.

## Патогенез
Огуречный цепень паразитирует в средней и нижней частях тонкой кишки окончательного хозяина и достигает половозрелости через 15—20 дней с момента заражения. Выделяемые с испражнениями яйца заглатываются власоедами, личинками блох, а также с инфицированными продуктами питания (мясом, овощами, растениями), со слизываемой шерстью, и в процессе "обнюхивания" или взаимного мытья,после попадают в пищевод где из них выходят онкосферы, превращающиеся в цистицеркоидов. Развитие последних завершается в теле взрослых блох.
У инвазированных наблюдаются слюнотечение, тошнота, боли в животе, перианальный зуд, беспокойный сон, признаки гипохромной анемии.

## Лечение
Диагноз ставят при обнаружении в кале зрелых члеников гельминта, заполненных коконами с яйцами гельминтов. Как и при дифиллоботриозе, лечение проводят празиквантелом.

## Профилактика
Дегельминтизации домашних животных и уничтожение блох.